# Кайиршакти
Кайиршакти́ (каз. Қайыршақты) — село у складі Тюлькубаського району Туркестанської області Казахстану. Входить до складу Ариського сільського округу.
До 1993 року село називалось Калініно-2.
Населення — 22 особи (2021; 31 у 2009, 56 у 1999, 118 у 1989).